# Paramesius
Paramesius is een geslacht van vliesvleugelige insecten uit de familie Diapriidae.

## Soorten
- P. angustipennis Kieffer, 1911
- P. belytoides Marshall, 1867
- P. bifoveatus Kieffer, 1911
- P. brachypterus Thomson, 1859
- P. brevipennis Kieffer, 1911
- P. cameroni Kieffer, 1911
- P. claviscapus Thomson, 1859
- P. crassicornis Thomson, 1858
- P. dolichocerus Kieffer, 1911
- P. dolosus Kieffer, 1911
- P. inermis Kieffer, 1910
- P. macrocerus Kieffer, 1911
- P. nervosus (Nees, 1834)
- P. pedestris Kieffer, 1911
- P. rufipes (Fonscolombe, 1832)
- P. spiniger Kieffer, 1910
- P. tenuicornis Thomson, 1859
- P. westwoodi Fergusson, 1977